# Julien François
Julien François (Metz, 21 settembre 1979) è un allenatore di calcio ed ex calciatore francese, di ruolo difensore, tecnico del Thionville Lusitanos.